# Persol
Persol (z wł. per il sole) – włoskie przedsiębiorstwo specjalizujące się w ręcznej produkcji luksusowych okularów przeciwsłonecznych i korekcyjnych, założone w 1917 przez włoskiego fotografa i optyka Giuseppe Rattiego. Jest jedną z najstarszych powstałych firm produkujących okulary. Obecnie należy do włoskiego konglomeratu Luxottica.

## Nazwa
Persol jest połączeniem włoskich wyrazów per il sole, które oznaczają po polsku na słońce, wyszczególniając ich główną funkcję ochrony przed promieniami słońca.

## Historia

### Początki

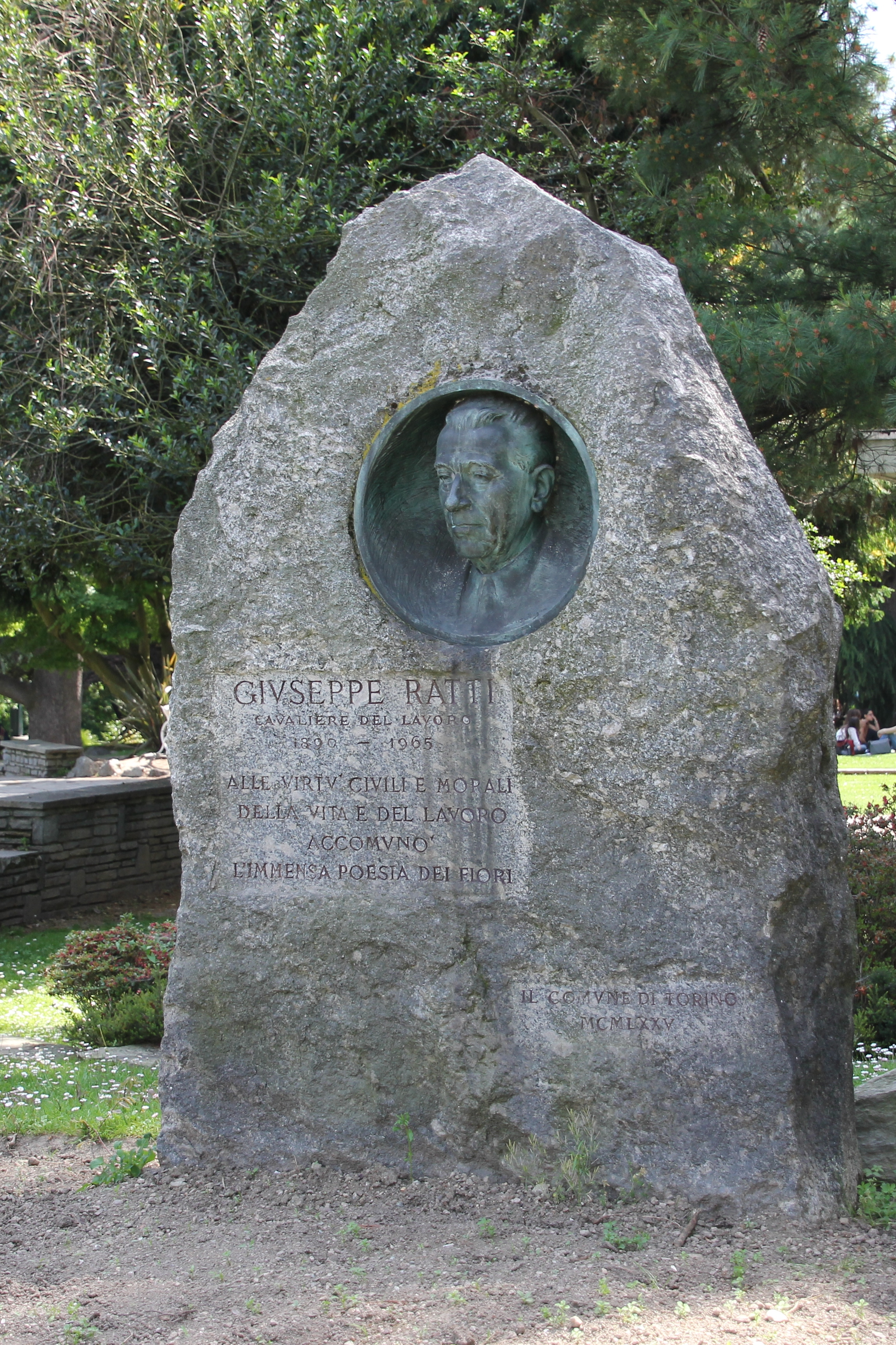
Grób Giuseppe Rattiego w Turynie (2017)

Giuseppe Ratti, założyciel firmy, urodził się 5 kwietnia 1890 w Arenie jako ostatnie dziecko Pero Rattiego, urzędnika bankowego pochodzącego z Alessandrii i Domenici Balbi urodzonej w Vercelli. Miał trójkę rodzeństwa. W 1892 przeprowadzili się do Turynu, gdzie w 1910 ukończył studia geodezyjne. Zmarł w 1965 roku w San Remo; ówczesne nagłówki gazet pisały o śmierci „poety kwiatów i natury” – był on również pasjonatem florystyki i prekursorem ochrony środowiska. Odznaczony Orderem Zasługi za Pracę.
Historia Berry Opticians zaczyna się w 1875, kiedy Achile Berry, pochodzący z Doliny Aosty, otworzył zakład okulistyczny przy Via Roma na rogu placu Piazza Castello w Turynie. W 1910 sprzedał swoje przedsiębiorstwo braciom Odardo i Giuseppe Rattiom.
W 1917 Giuseppe Ratti, fotograf i optyk, ówczesny właściciel sklepu Berry Opticians (na ul. via Caboto), zaprojektował w Turynie gogle lotnicze – wtedy właśnie przypisuje się początek istnienia firmy.

### Gogle lotnicze
Gogle dla lotników o nazwie Protector zostały stworzone w kształcie trójkątnych, przydymianych soczewek o zaokrąglonych wierzchołkach; wokół szkieł posiadały gumowe uszczelki (stworzone wraz z niemieckim chemikiem), które miały przylegać do głowy jak elastyczna opaska i być wygodne, gwarantować odpowiednią ochronę i widzenie. Szybko zostały zmodernizowane do własnych użytków przez włoską armię i siły powietrzne Stanów Zjednoczonych.
Protectory w późniejszym czasie kupowali motocykliści i kierowcy wyścigowi. Same gogle nosił Enzo Ferrari, a także Gabriele D’Annunzio, Francesco de Pinedo, Arturo Ferrarin, Louis Chiron, Felice Nazzaro, Juan Manuel Fangio, Ennio Bolognini, Pietro Ghersi i wielu innych.

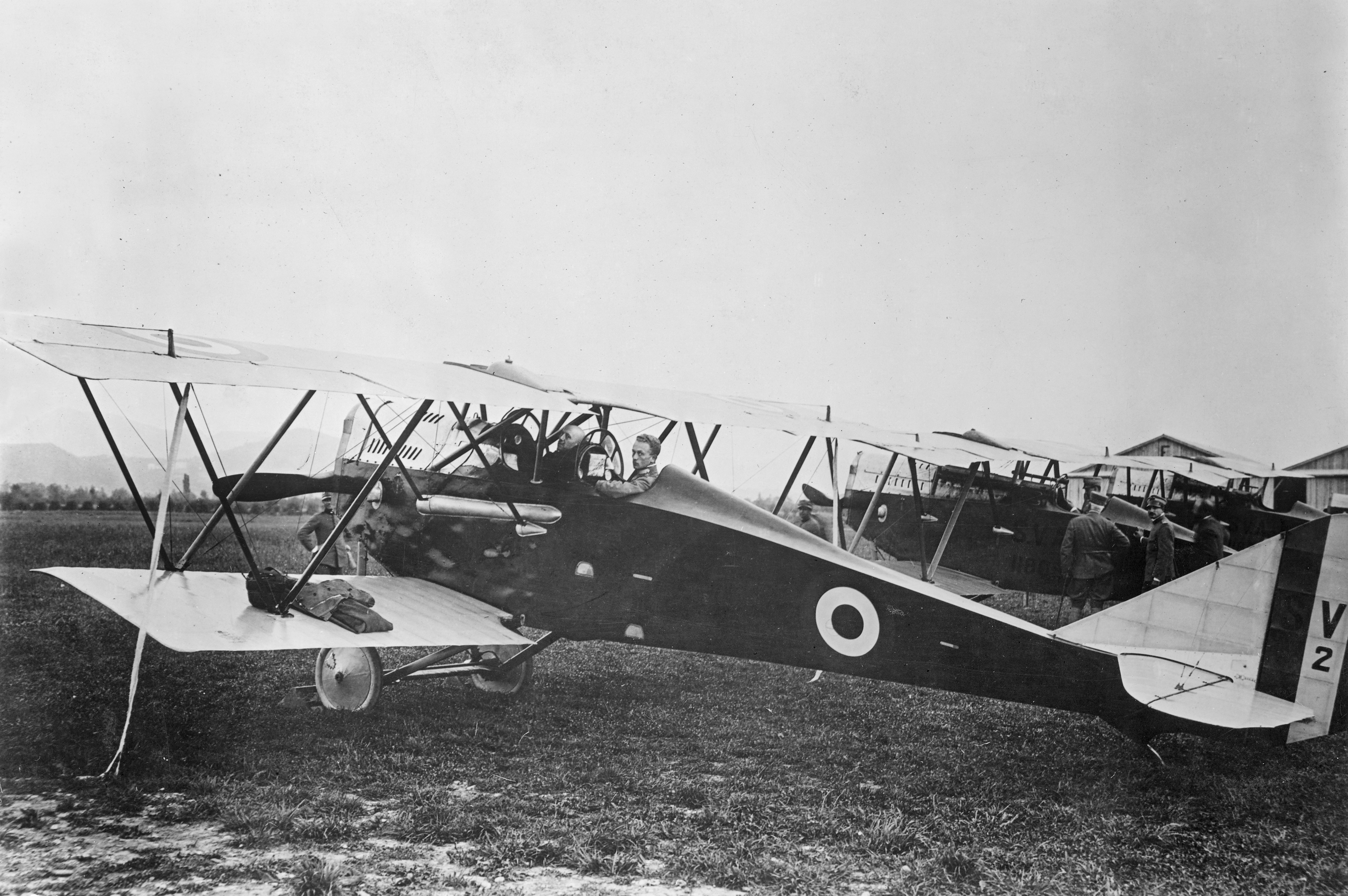
Gabriele D’Annunzio, siedzący w przednim siedzeniu Ansaldo SVA-9, tuż przed lotem (1918)

9 sierpnia 1918 eskadra dziesięciu włoskich samolotów wystartowała z wojskowego lotniska w pobliżu Padwy. Dowódcą oddziału był Gabriele D’Annunzio (dla którego zostały wykonane gogle na miarę, a także dla Natale Palli). Tuż po starcie oddział skierował się w stronę Wiednia. Trwała wówczas I wojna światowa – lot D’Annunzia nie miał jednak militarnego znaczenia, a jego cel był czysto propagandowy. Znajdując się nad terenami Wiednia z samolotów zrzucono 50 tysięcy propagandowych ulotek w czerwonych, białych i zielonych barwach.
Dodatkowo wykorzystał je lotnik Francesco De Pinedo w swojej transatlantyckiej podróży powietrznej przez Atlantyk ze wschodu na zachód (przeleciał także m.in. trasę z Rzymu przez Tokio do Australii), która trwała sto dziewięćdziesiąt trzy godziny.

### Lata dwudzieste
W 1920 włoski ilustrator Eugenio „Golia” Colmo stworzył postać „Cinesino”, która wyróżniała sklep Berry Opticians i towarzyszyła kolejnym kampaniom reklamowym Rattiego przez następne pięćdziesiąt lat.
W latach dwudziestych zostały stworzone żółto-brązowe soczewki (zwane „soczewkami mineralnymi”), używając neutralnych minerałów stworzonych z najczystszych krzemionek, które są wykorzystywane we wszystkich okularach Persola. W przeszłości głównymi konsumentami byli rosyjscy astronauci i włoscy alpiniści; występują również soczewki polaryzacyjne z fotochromią.
W 1924 gogle ochronne Protector zdobyły pierwsze czternaście międzynarodowe patenty. Złożone z czterdziestu jeden części wymagały czterdziestu trzech procedur montażu; gogle zostały również zaadaptowane do własnych potrzeb przez Szwajcarski Departament Wojskowy w 1927.

### Lata trzydzieste
W 1938 został zarejestrowany znak towarowy Persol. W tym samym roku Persol zaprezentował jako pierwszy na świecie technologię „Meflecto” stosowaną w zausznikach, które w formie elastycznej konstrukcji dostosowują się do kształtu głowy. System Meflecto zawiera trzy nylonowe lub metalowe cylindry w octanowych wspornikach rozdzielone elastycznymi rdzeniami stali sprężynowej.
W tym okresie Persol stworzył ulepszoną wersję zatytułowaną „Victor Flex” – okulary zaaplikowane z ruchomym mostkiem (mostek z trzema wcięciami jest do dzisiaj stosowany w modelu 649), które wygodniej przylegają do czaszki.

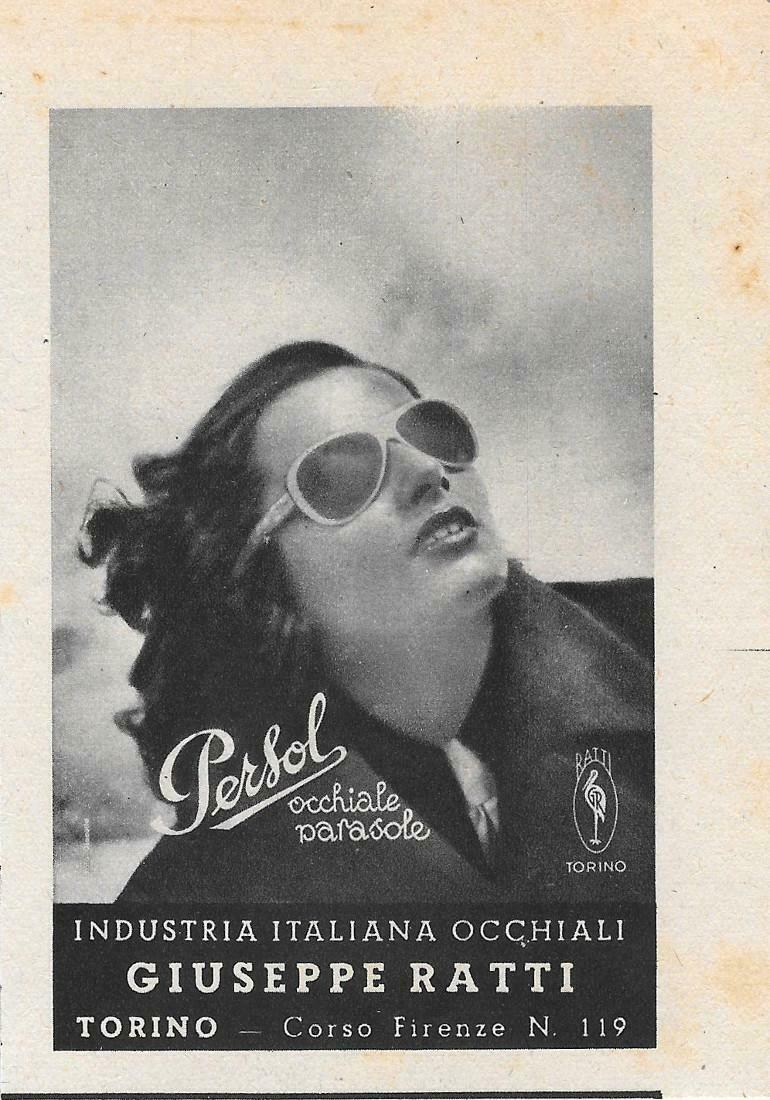
Reklama Persoli (1946)

W tym samym roku powstał symbol firmy – metalowa Strzała (w języku wł. Freccia, po ang. Arrow), której inspiracją stanowiły miecze starożytnych wojowników. Kiedy Ratti zaprojektował Strzałę, powiedział: „to będzie mój koń wojenny”. Od pierwszej, najprostszej wersji (nazwanej Simplex), Strzała ewoluowała przez zmiany wyglądu i techniki, prezentując Supreme Arrow (pol. Ostateczna Strzała), która występuje w produktach marki.

### Lata pięćdziesiąte: model 649
Po II wojnie światowej Persol rozwijał się w dziale okularów przeciwsłonecznych. W 1957 powstał pierwszy model 649, które zostały specjalnie skonstruowane dla turyńskich motorniczych do ochrony oczu przed wiatrem i pyłem. Nowość dizajnu, który w późniejszym czasie był kopiowany przez konkurencję, przysporzyła firmie sukces – w 1961 założył te okulary Marcello Mastroianni w filmie Rozwód po włosku. Model 649 spowodował, że w 1994 we francuskiej książce Qualità: scènes d’objets à l’italienne zostały wymienione wśród innych najbardziej znanych przedmiotów włoskiej twórczości geniuszu przeszłości i obecnie.

### Lata sześćdziesiąte: model 714

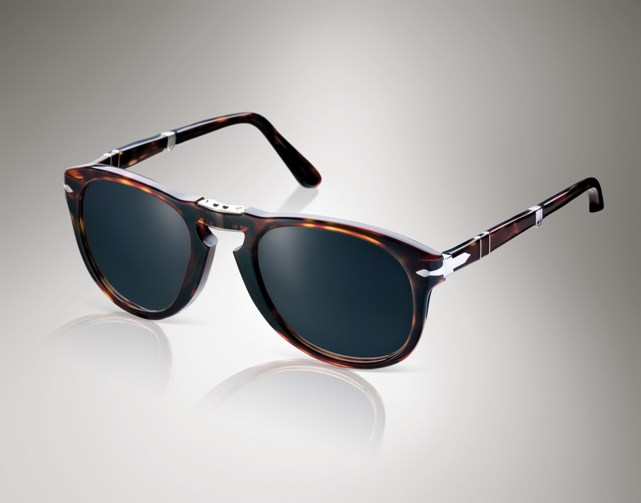
Okulary Persola – model 714

W latach sześćdziesiątych produkcja została poszerzona o gogle robotnicze – tenże model służył do ochrony oczu w trakcie spawania oraz do innych zastosowań z wykorzystaniem specjalnych filtrów. Linia zdobyła ponad trzydzieści pięć międzynarodowych patentów.
W 1960 okulary Persola założył ponownie aktor Marcello Mastroianni w filmie Słodkie życie (1960), które widoczne są w scenach, w których m.in. jeździł samochodem po Rzymie.
W tym samym roku został wprowadzony na rynek kolejny model – 714, adaptacja modelu 649 z pewnymi ulepszeniami. W tej wersji Persol wprowadził technologię metalowych zawiasów na mostku i zausznikach, które umożliwiały złożenie okularów na pół, żeby bezpiecznie je schować np. do kieszeni.
W 1962 marka pojawiła się w Stanach Zjednoczonych. Wtedy Persol nawiązał współpracę z NASA, dostarczając im „cztero-soczewkowke” okulary korekcyjne.

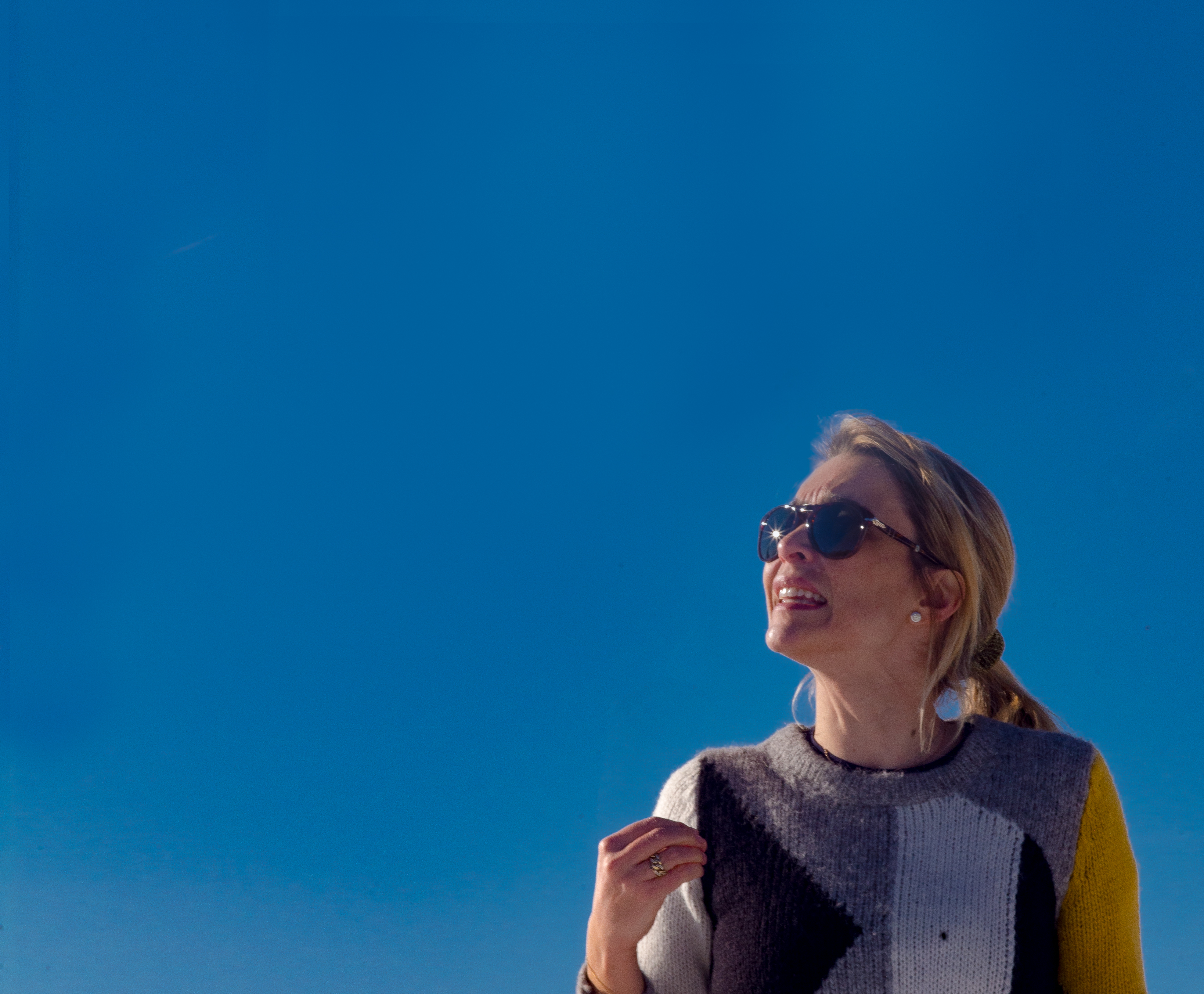
Persol 714

Model 714 zdobył rozgłos w 1968, kiedy Steve McQueen założył okulary, w oprawkach Light Havana z krystalicznymi niebieskimi soczewkami, w filmie Sprawa Thomasa Crowna. Z początku nie planowano okularów w filmie. Stało się to jednak ciekawym pomysłem, kiedy w pierwszych dniach produkcji, producenci zauważyli McQueena w swojej osobistej parze 714 – zadecydowali dodać je do stylu postaci. W czasie premiery filmu marka była dostępna w USA tylko przez sześć lat. Aktor pojawił się w tych okularach także w innych produkcjach – w Bullitt (widoczne są w scenie, kiedy McQueen przykuca, aby zadzwonić z przenośnego telefonu) i również podczas kręcenia Ucieczki gangstera i Le Mans. Para okularów ze starej kolekcji McQueena została sprzedana na aukcji w 2006 za 70 tysięcy dolarów. W 2021 model doczekał się również limitowanej edycji w pięciu różnych odcieniach, zainspirowanych zainteresowaniami McQueena – np. żółta wersja jest odniesieniem do Stearmana PT-17 Kaydeta, który pierwszy raz w życiu pilotował.
Model 714 został wycofany w latach osiemdziesiątych XX wieku – wrócił do sprzedaży w 2007.

### Lata 1980–1990
W latach osiemdziesiątych i dziewięćdziesiątych Persole były testowane w najbardziej ekstremalnych warunkach – w ekspedycji po wyspie Svalbard, na północ od Norwegii, i biorąc udział w wielu edycjach rajdu Paryż–Dakar, a także w rajdzie Faraonów w 1991.
W 1989 alpinista Enrico Rosso założył okulary Persola i wspiął się na himalajski szczyt Kun (7077 metrów). Był z nim okulista Paolo Gugliermina, który przeprowadził badania po zejściu z gór. Wedle wyników orzekł, że żaden mężczyzna, który uczestniczył w ekspedycji, nie miał problemów z oczami dzięki ochronie soczewek, zaprojektowanych na tę podróż.
W innej himalajskiej ekspedycji w latach dziewięćdziesiątych soczewki Persola posłużyły Reinholdowi Messnerowi, który zdobył w nich szczyt Czo Oju (8188 m n.p.m.).
Na początku lat dziewięćdziesiątych został wydany model 830 specjalnie dla aktorki Ornelli Muti – popularne były odcienia brązu, brązu i złota. Okulary przeciwsłonecznie dla kobiet również posiadają system Meflecto.
W 1990 Persol stworzył linię produktów „Persol Sport”; były noszone m.in. przez Jeana Alesiego, a także przez narciarza Alberta Tombę.
W 1991 przedsiębiorstwo otworzyło swój pierwszy butik poza Włochami – w Beverly Hills na ulicy Rodeo Drive. Już w 1994 Persol znajdował się w czterdziestu krajach, posiadał trzy i pół tysiąca punktów sprzedaży we Włoszech i ponad dwanaście tysięcy w pozostałych państwach.
W latach 1993–1994 firma zaprojektowała ekskluzywne okulary dla supermodelki Caroli Alt.

Logo Luxottica

17 kwietnia 1995 Persol został wykupiony przez włoską grupę Luxottica za kwotę 1,4 mld USD.
W 1995 model 649 został wybrany do udziału w pokazie mody o nazwie „Fra Moda e Design, linea infinita” wśród marek takich jak Armani, Cartier, Mary Quant, Prada, Rolex i wiele innych. W 2004 wybrano go wystawy „Excess. Fashion & Underground negli anni ‘80”.

## Produkcja

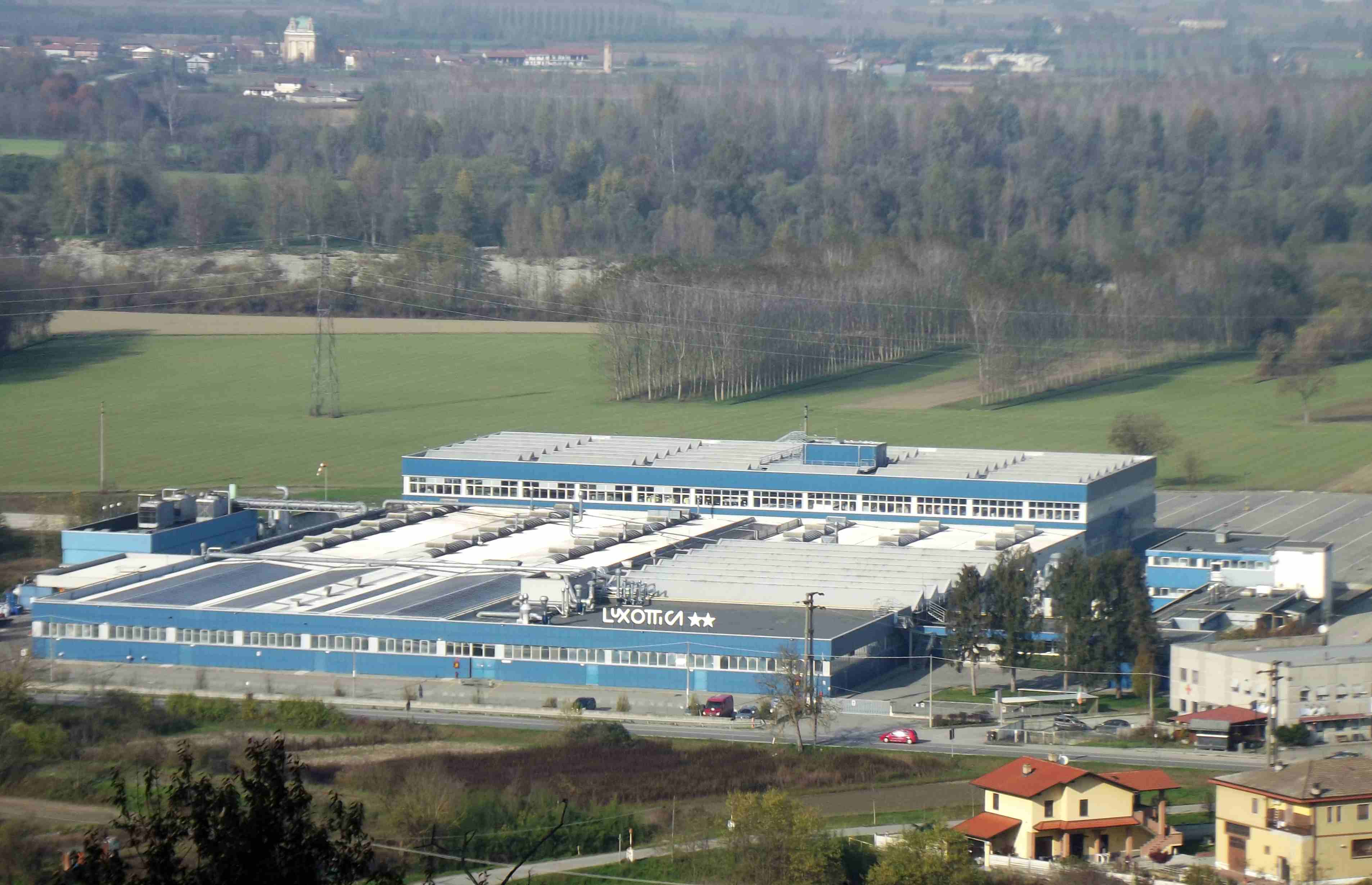
Fabryka Luxotticy, w której są produkowane soczewki krystaliczne i plastikowe (z poliwęglanu i nylonu), a także są składane oprawki z płytek

### Materiały
Okulary Persola są robione ręcznie w fabryce w Lauriano: w szczególności system Meflecto montowany w zausznikach i Strzała. Fabio D’Angelantonio, Chief Marketing Officer Luxottica: „Persol ucieleśnia wartość tradycji włoskiej sztuki rękodzieła, stając się tym samym przykładem wśród luksusowych akcesoriów”.
Oprawki składają się z octanu celulozy (zwanego acetatem), który pochodzą z kwiatów bawełny. Bawełna ta jest proszkowana i poddawana obróbce, żeby przybrała formę idealnej, jednolitej masy. Materiał wykonany z tej rośliny jest bez alergenów, miły w dotyku i przyjemny dla skóry.

## Współpraca

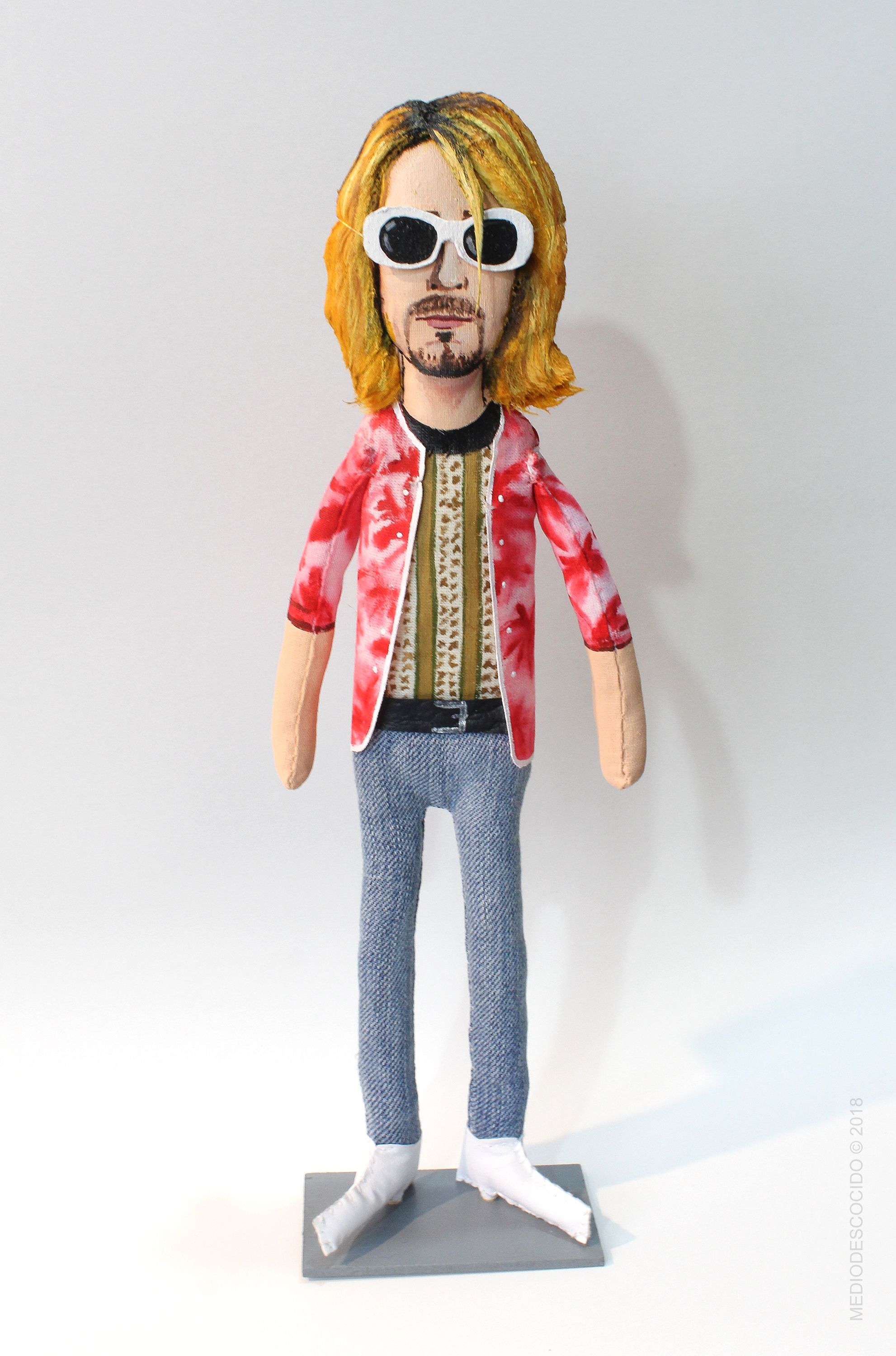
Lalka przedstawiająca Kurta Cobaina w swoich białych okularach

Pierwszą współpracę Persol miał w 2020 – z francuską firmą mody Atelier de Production et de Création. Owocem przedsięwzięcia były trzy wersje kolorystyczne modelu 649 (jako kolekcja wiosna/lato): transparentny zielony z gradientowymi, brązowymi soczewkami, transparetny brązowy z gradientowymi zielonymi soczewkami i matowy biały z szarymi, gradientowymi soczewkami. Okulary przychodziły w pokrowcach z elementami brązowej skóry i brezentu. Jean Touitou, założyciel firmy: „Uwielbiam nosić okulary przeciwsłoneczne, kiedy świeci słońce. Można się nimi obnażać w ciągu dnia, tak jak to robił Kurt Cobain. Stanowił on inspirację dla tych białych oprawek, które szanowana firma Persol zgodziła się z nami je zrobić”.
W kwietniu 2020 została ogłoszona współpraca z hiszpańskim serialem Dom z papieru, z której została wydana trzypakowa wersja inspirowana postacią Profesora. Najważniejszym elementem jest jeden z trzech modeli, zatytułowany Limited Edition La Case de Papel, który składa się z oprawek z czarnego acetatu wraz z soczewkami pokrytymi 24-karatowym złotem. Pozostałe kolekcje to El Profesor Original i El Profesor Sergio, obie dostępne w czerni i brązie. Dodatkowo okulary są dostarczane ze specjalnymi opakowaniami, które nawiązują do serialu.
We wrześniu 2020 Persol nawiązał współpracę z firmą Stone Island. Wydali oni okulary przeciwsłoneczne, której podstawą był znaleziony w archiwach jeden z modeli, produkowany w latach siedemdziesiątych. Stanowią one inspirację lotnictwa wraz z robotniczą odzieżą, przedstawioną w postaci awiatorek, w których mostek został wykonany z metalu z widocznymi śrubkami. Zawierają one również niebiesko-polaryzacyjne soczewki. Carlo Rivetti, dyrektor kreatywny i generalny Stone Island: „Zawsze miałem duży szacunek do Persola, do ich długiej historii, do ich koherencji i chęci pamiętania swoich korzeni. Pracowaliśmy z entuzjazmem i łatwością z naszymi współdzielonymi wartościami tworząc produkt, który zawdzięcza rzemiosło i technologię, a także dbałość o szczegóły i funkcjonalność […] Finał przedsięwzięcia przedstawia idealne połączenie Persola ze Stone Island, nawet gdy pochodzimy z innych rzeczywistości”. Okulary przeciwsłoneczne były sprzedawane w specjalnych pudełkach wraz z akcesoriami, m.in. ze ściereczką do czyszczenia okularów, etui i smyczą z logo Stone Island.

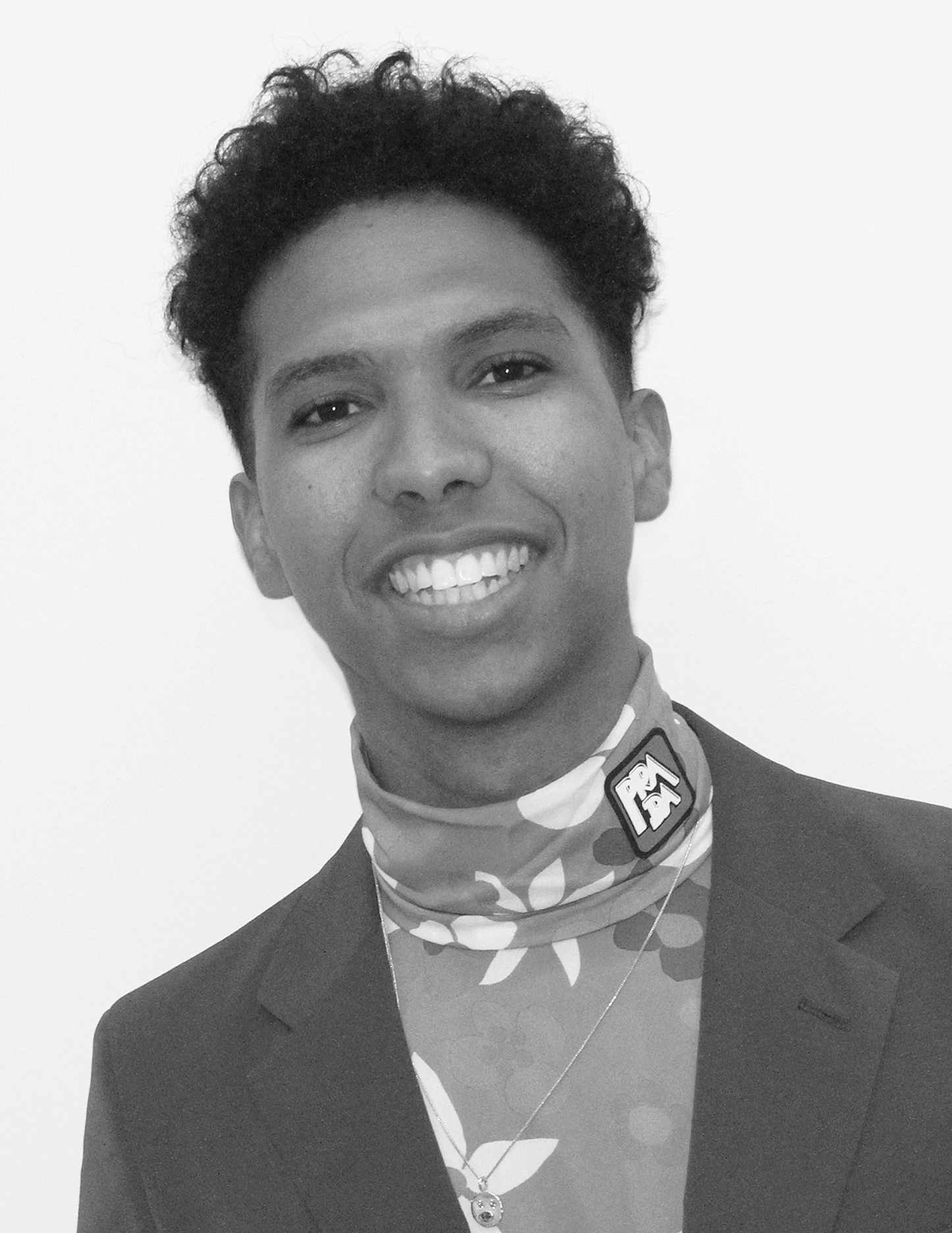
Fotograf Tyler Mitchell (2020)

W lipcu 2021 Persol ogłosił współpracę z brytyjskim domem mody JW Anderson (zaplanowanej na sezon wiosna/lato 2022). Kolekcja, stanowiąca inspirację odważnych kolorów i jasnych świateł wysp Balearów, zawiera oprawki z serii 649 oraz 0009, które zostały ucieleśnione w ścierających się barwach (przykładowo tango-pomarańczowe oprawki z kobaltowymi zausznikami). Model 0009, który zawiera konstrukcje czterech soczewek, został przedstawiony w dwutonowych oprawkach w niebinarnej palecie kolorystycznej błękitu i różowego, białego i czarnego, ciemno- i jasnozielonego oraz pomarańczowego i jasnoniebieskiego. Seria 649, która została stworzona po raz pierwszy z acetatu z odzysku, została przedstawiona w kolorach czerwieni z błękitem, kombinacjach bursztynowego z niebieskim, a także Havany z różowym lub tonami tortoise. „Dzięki kreatywności JW Anderson – podaje marka – unikatowe efekty kolorystyczne tej limitowanej edycji zostały stworzone z zrecyklingowanych odpadków acetatu z linii produkcyjnej, aby dać nowe życie istniejącej materii”. Aby wyszczególnić kolekcję, Anderson współpracował z jamajsko-amerykańskim projektantem fryzur, Jawarą Wauchope, i z amerykańskim fotografem Tylerem Mitchellem. „Bardzo chciałem pracować z Tylerem. Jest niesamowitym artystą i fotografem. Chciałem, żeby zdjęcia stały się takimi poetyckimi miniaturami, niemalże jak okna. Uwielbiam, czego dokonał Jawara. Jego style fryzur są niezwykłe i pomogły stworzyć te niewiarygodne portrety, które, w jakiś sposób, nie możesz umieścić w czasie” – dodał Anderson.
We wrześniu 2021 Persol wydał limitowaną edycję modelu 649, współtworzonego z włoskim domem towarowym Dedar.

## Kultura masowa

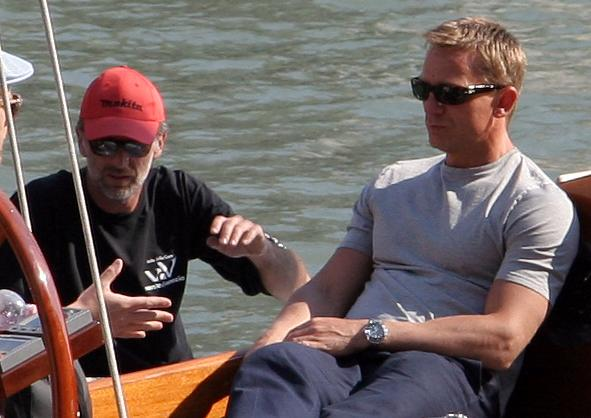
Daniel Craig w okularach Persol, w trakcie przerwy od nagrywania Casino Royale, w jachcie żaglowym w Wenecji z producentem Michaelem G. Wilsonem (6 czerwca 2006). W filmie aktor posiadał dwa modele firmy – najpierw 2244 w metalowej oprawce z zielonymi, przyciemnianymi soczewkami, a później 2720.

Persol zawdzięcza swoją popularność głównie obecnością w różnych filmach. Oprócz Mastroianniego i McQueena, okulary nosili inni aktorzy w następujących filmach, m.in.: Don Johnson w Miami Vice czy Arnold Schwarzenegger w Terminatorze 2. Poza tym, okulary filmy pojawiły się w filmach o Jamesie Bondzie: po raz pierwszy założył się Roger Moore w Zabójczym widoku, później Pierce Brosnan w GoldenEye oraz Śmierć nadejdzie jutro (w tej odsłonie Brosnan nosi model PE2672-S, który został stworzony na rzecz filmu ), a Daniel Craig w Casino Royale (oprócz tego wyprodukowano specjalną edycję z logo 007 ).
Okulary Persoli pojawiły się również w filmie Sceny z mallu (1991; według firmy, producenci zażądali „bardzo wysokiej opłaty, aby umieścić je w produkcji), w którym okulary nosił Woody Allen. Nosił je również Tom Cruise w Koktajlu (1988), Jack Nicholson w Krwi i winie (1996), a także Nicolas Cage w filmie Pan życia i śmierci.

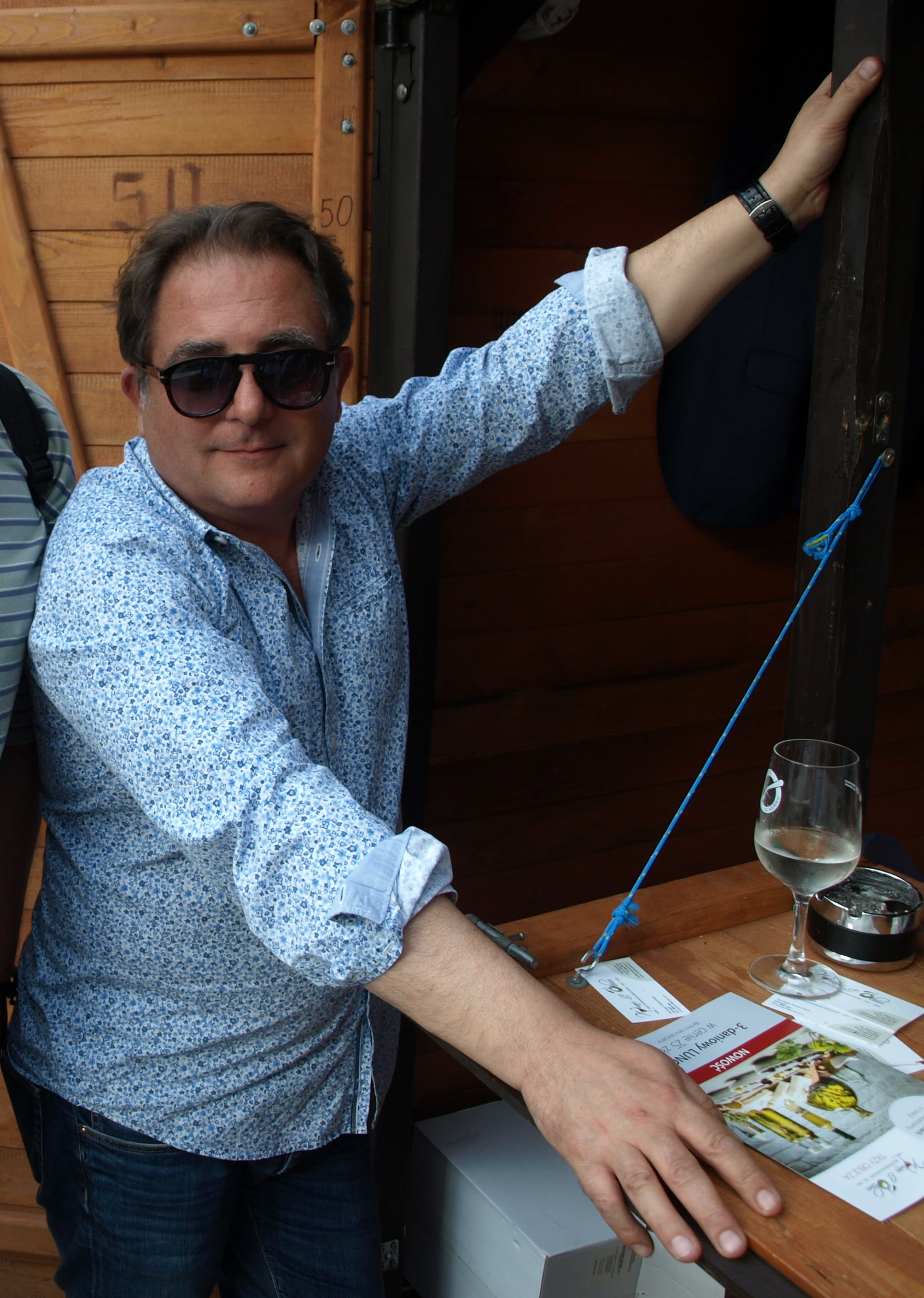
Robert Makłowicz w okularach firmy (2014)

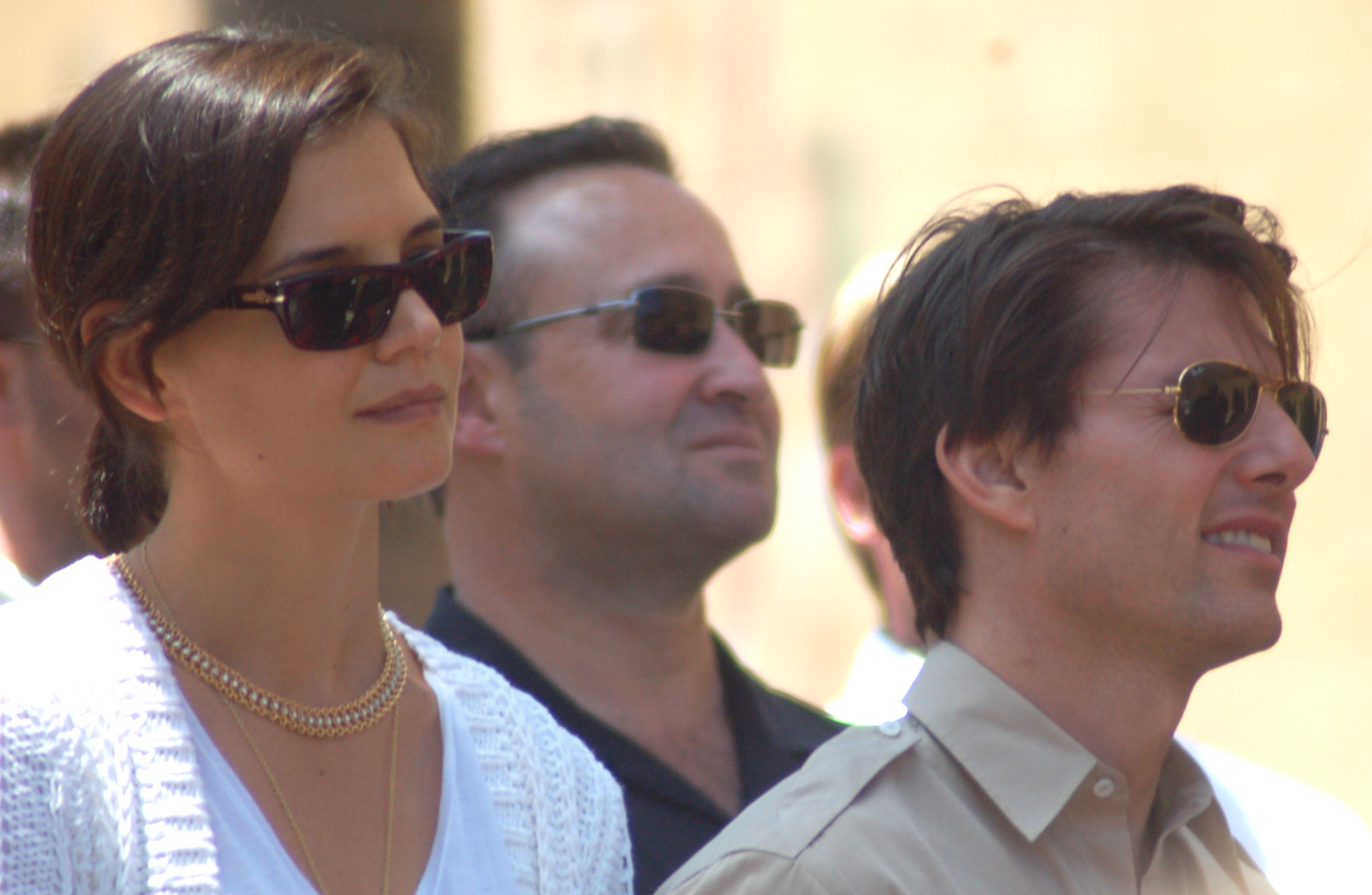
Tom Cruise ze swoją byłą żoną, Katie Holmes, która ma okulary Persol (2009)

Oprócz obecności firmy w filmografii, jest również wiele innych person, które korzystają z produktów prywatnie. Są to m.in.: Leonardo DiCaprio, Ryan Gosling, Orlando Bloom, Brad Pitt, Zac Efron, Heidi Klum, Miranda Kerr, Sandra Bullock, Jürgen Klopp, Karol Mountbatten-Windsor, Reese Witherspoon, Zoe Saldaña, Jay-Z, Emma Stone, Patrick Dempsey, Hugh Jackman, Johnny Depp, Taylor Lautner, Ronan Keating, Chris Brown, Benicio del Toro, Alexander Skarsgård, Harrison Ford, Angelina Jolie, Tom Cruise, Blake Sennett (z zespołu Rilo Kiley) Greta Garbo, Paul Newman, Cary Grant, a także Robert Makłowicz.
Okulary również nosili m.in. aktorka Maria Grazia Cucinotta, piłkarz Alessandro Del Piero (który promował firmę w latach 1998–99) i Filippo Inzaghi (promotor w 2004).